# Фелікс Уфуе-Буаньї (стадіон)
Стадіон «Фелікс Уфуе-Буаньї» (фр. Stade Félix Houphouët-Boigny), неофіційно також відомий як Ле Фелісія (фр. Le Félicia) — багатоцільовий стадіон, який може приймати футбольні матчі, регбі та змагання з легкої атлетики, розташований в Абіджані, Кот-д'Івуар.
Це колишній національний стадіон національної збірної Кот д'Івуару з футболу до відкриття нової арени «Алассан Уаттара». Він названий на честь першого президента країни Фелікса Уфуе-Буаньї і розташований у комуні Ле-Плато. Стадіон розрахований на 33 000 місць. Тут також проводить матчі клуб «АСЕК Мімозас». Сумнозвісно відомий як місце кількох смертельних тисняв.

## Історія
Стадіон в центрі Абіджана, був побудований в колоніальну епоху, в 1930-х роках. Споруда спочатку називалася «Стад Жео Андре» (Stade Géo André) на честь французького спортсмена, володаря двох олімпійських медалей у легкій атлетиці Жоржа Андре.
Стадіон було розширено у зв'язку з організацією Ігор дружби (фр. Jeux de l'Amitié) в Абіджані в 1961 році, змагання, яке було попередником пізніших Африканських ігор. Стадіон був головним місцем проведення цих Ігор. Об'єкт було перейменовано на «Фелікс Уфуе-Буаньї» на честь першого президента (тоді чинного) Кот-д'Івуару, який отримав незалежність у 1960 році.
У рамках модернізації стадіон отримав дві нові залізобетонні трибуни вздовж поля (спроектовані Луї Ренаром і Жаном Семішоном). Згодом додали залізобетонні трибуни за воротами.
Поступово він перетворився на національний стадіон, де став виступати клуб «АСЕК Мімозас» та футбольна збірна Кот-д'Івуару.
У 1984 році стадіон «Фелікс Уфуе-Буаньї» був одним із двох арен (поряд зі «Стад де ля Пе» у Буаке), де пройшли матчі Кубка африканських націй, який вперше проходив у Кот-д'Івуарі. Серед іншого, фінал цього турніру проходив на стадіоні в Абіджані.
9 жовтня 1988 року стадіон прийняв Благодійний концерт Human Rights Now! від Amnesty International Благодійний концерт. Хедлайнерами шоу були Стінг і Пітер Гебріел, а також Брюс Спрінгстін і E Street Band, Трейсі Чепмен і Юссу Н'Дур.
У 2009 році після повної реконструкції, яка включала заміну газону, стадіон приймав Чемпіонат африканських націй, в тому числі і фінальний матч.
30 грудня 2012 року на цьому стадіоні завершив свій Carpe Diem Tour американський співак Кріс Браун.
Стадіон було відремонтовано до Франкофонських ігор 2017 року.

### Інциденти
29 березня 2009 року під час матчу між Кот-д'Івуаром і Малаві біля вхідних воріт перед початком матчу виникла тиснява, в результаті якої загинуло 19 людей і понад 130 отримали поранення.
1 січня 2013 року після новорічного феєрверку сталася ще одна тиснява, в результаті якої загинула шістдесят одна людина, понад 200 отримали поранення.

### Реконструкція 2020 року
Ремонт стадіону до Кубка африканських націй 2023 року розпочався у квітні 2020 року та завершився у 2023 році. Реконструкція була виконана компанією Mota-Engil і включала встановлення повноцінного даху та збільшення місткості до 33 000 місць.
15 жовтня 2023 року нещодавно відремонтований стадіон прийняв міжнародну товариську гру між господарями Кот-д'Івуару та Марокко, яка закінчилася з рахунком 1:1. На повторному відкритті арени були присутні деякі високопоставлені урядовці, віце-голова місцевого організаційного комітету та президент ФІФ Ідріс Ясін Діалло та офіційні особи КАФ.

### Кубок африканських націй 2023
Стадіон став одним із місць проведення Кубка африканських націй 2023 року .
На стадіоні пройшло десять матчів, в тому числі гра за третє місце.